# Polygala herbiola
Polygala herbiola är en jungfrulinsväxtart som beskrevs av A. St.-hil.. Polygala herbiola ingår i släktet jungfrulinssläktet, och familjen jungfrulinsväxter.

## Underarter
Arten delas in i följande underarter:
- P. h. chapadensis
- P. h. vitellina